# Калина (Валча)
Калина (рум. Călina) насеље је у Румунији у округу Валча у општини Прундени. Oпштина се налази на надморској висини од 171 m.

## Становништво
Према подацима из 2002. године у насељу је живело 1621 становника, од којих су сви румунске националности.